# Esmirna (província)
Esmirna (em turco: İzmir) é uma província (em turco: iller) e áreas metropolitana do sudoeste da Turquia, situada na região (bölge) do Egeu (Ege Bölgesi). A sua sede administrativa é o distrito de Konak da cidade de Esmirna. Tem 11 891 km² de área e em dezembro de 2021 tinha 4 425 789 habitantes (densidade: 372,2 hab./km²).
A província é banhada pelo golfo de Esmirna do mar Egeu) e é cercada pelas províncias de Baliquesir a norte, Manisa a leste e Aidim a sul. Os principais rios da província são os rios Caístro (Küçük Menderes), Bakır e Koca.

## Distritos
A província está dividida nos seguintes distritos:
- Aliağa
- Balçova
- Bayındır
- Bayraklı
- Bergama
- Beydağ
- Bornova
- Buca
- Çeşme
- Çiğli
- Dikili
- Foça
- Gaziemir
- Güzelbahçe
- Karabağlar
- Karaburun
- Karşıyaka
- Kemalpaşa
- Kınık
- Kiraz
- Konak
- Menderes
- Menemen
- Narlidere
- Ödemiş
- Seferihisar
- Selçuk
- Tire
- Torbalı
- Urla

## História
A área da atual província de Esmirna foi colonizada por gregos jônios por volta do século XI a.C., que fundaram a cidade de Esmirna (İzmir); posteriormente foi conquistada pelos persas, reconquistada pelos gregos, até ser absorvida pelo Império Romano. Com a queda do Império Romano do Ocidente, a área passou a fazer parte do Império Bizantino, até ser reconquistada novamente pelos turcos otomanos no século XIV. Após séculos de dominação turca sobre a população multiétnica da cidade, após a Primeira Guerra Mundial a província foi cedida à Grécia, porém reconquistada pelas forças de Atatürk na Guerra de Independência Turca. Um ponto altamente controverso envolve o genocídio em grande escala de civis de ambas as partes pelos exércitos inimigos. Como resultado do Tratado de Lausana, todos os habitantes da província que não eram turcos ou muçulmanos foram expulsos e o território foi incorporado à atual República da Turquia.